# Letters to Juliet (film)
Letters to Juliet er en romantisk komediefilm fra 2010, instrueret af Gary Winick.

## Handling
Amanda Seyfried spiller Sophie Hall, en aspirerende journalist, der sammen med sin forlovede, Victor (Gael García Bernal), forlader New York for at holde en romantisk ferie i Verona, Italien. I byens kendte gårdhave, hvor Juliet Capulet fra Shakespeares tragiske drama om Romeo og Julie boede, finder Sophie et 50 år gammelt brev skrevet af Claire Smith (Vanessa Redgrave) om en ung italiener ved navn Lorenzo (Franco Nero) som hun var dybt forelsket i som teenager. Da Claire og hendes barnebarn Charlie (Christopher Egan) dukker op i Italien for at finde Lorenzo vælger Sophie at rejse med dem rundt i Toscana for at hjælpe til med eftersøgningen. 

## Medvirkende
- Amanda Seyfried- Sophie
- Marcia DeBonis – Lorraine
- Gael García Bernal – Victor
- Christopher Egan – Charlie
- Vanessa Redgrave – Claire